# Scytodes pintodarochai
Espèce
Scytodes pintodarochai est une espèce d'araignées aranéomorphes de la famille des Scytodidae.

## Distribution
Cette espèce est endémique du Brésil. Elle se rencontre dans les États de São Paulo et de Santa Catarina.

## Description
Le mâle holotype mesure 3,7 mm et la femelle paratype 4,5 mm.

## Étymologie
Cette espèce est nommée en l'honneur de Ricardo Pinto-da-Rocha.

## Publication originale
- Rheims & Brescovit, 2009 : New additions to the Brazilian fauna of the genus Scytodes Latreille (Araneae: Scytodidae) with emphasis on the Atlantic Forest species. Zootaxa, no 2116, p. 1-45.